# Cécile Chaminade

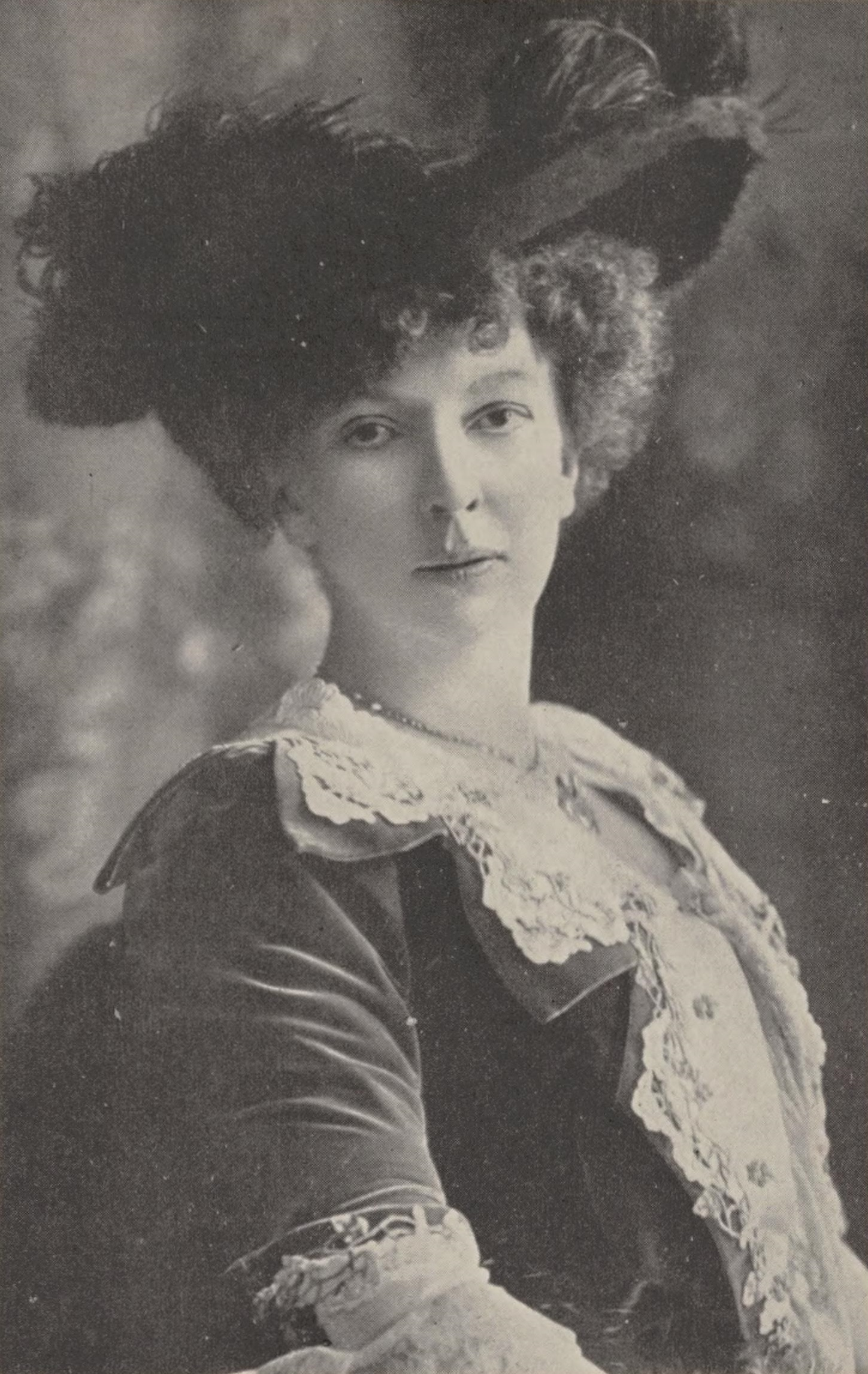
Cécile Chaminade

Cécile Louise Stéphanie Chaminade (Parijs, 8 augustus 1857 – Monte Carlo, 13 april 1944) was een Frans componiste en pianiste.

## Biografie
Cécile Chaminade werd geboren in Parijs. Ze kreeg eerst les van haar moeder. Haar eerste experimenten met het componeren van muziek deed ze al op jonge leeftijd. Toen ze acht was speelde ze wat van haar geestelijke muziek voor aan Georges Bizet, die onder de indruk was van haar talent. Ze studeerde compositie bij Benjamin Godard, maar niet officieel, omdat haar vader haar muziekonderwijs afkeurde. Later had ze les van Félix Le Couppey, Marie Gabriel Augustin Savard en Martin Marsick.
Ze werd aangemoedigd door Camille Saint-Saëns, Emmanuel Chabrier en Bizet om haar carrière door te zetten. Ook Isidor Philipp, hoofd van de piano-afdeling van het Parijse Conservatorium promootte haar werk. Ze gaf haar eerste concert toen ze 18 jaar was, en vanaf die tijd raakten haar composities geleidelijk in trek. Na een voorzichtig debuut met de première van haar eerste pianotrio, opus 11 (1880). In 1888 kwamen werken voor orkest in première: het ballet Callirhoë, opus 37 in Marseille, een Concertstück voor piano en orkest, opus 40, en een dramatische symfonie met koor Les Amazones, opus 26 in Antwerpen.
Ze maakte diverse reizen door Frankrijk. In 1892 maakte ze haar debuut in Engeland, waar haar werk erg populair zou worden. Chaminade trouwde in 1901 met een muziekuitgever uit Marseille, Louis-Mathieu Carbonel. Omdat hij al op leeftijd was ging het verhaal dat het een gelegenheidshuwelijk zou zijn. Hij stierf in 1907 en Chaminade hertrouwde niet. In 1908 bezocht ze de Verenigde Staten, waar haar een hartelijk welkom wachtte van haar talrijke bewonderaars. Ze debuteerde er met haar Concertstück met het Philadelphia Orchestra op 7 november 1908. Haar composities waren populair bij het Amerikaanse publiek, en stukken als Pas des echarpes of het Ballet nr. 1 waren wijdverbreid bij liefhebbers van pianomuziek.
Voor en na de Eerste Wereldoorlog nam Chaminade veel pianorollen op voor de player piano. In Londen in 1903 maakte ze grammofoonopnames van zes van haar composities voor de Gramophone and Typewriter Company, die tot de meest gezochte opnames voor piano horen door verzamelaars. De beroemde Franse componist Ambroise Thomas zei over Chaminade: "Dit is geen vrouw die componeert maar een componist die vrouw is." In 1913 werd ze onderscheiden met het lidmaatschap van het Legioen van Eer, als eerste vrouwelijke componist. Toen ze ouder werd ging ze steeds minder componeren. Ze stierf in Monte Carlo op 13 april 1944. Ze werd begraven op de Cimetière de Passy.
Chaminades zuster Henriette Chaminade (1863–1900) trouwde met Moritz Moszkowski, net als Cécile een bekend componist en pianist.

## Onderscheidingen
- Ridder van de Palmes académiques;
- Ridder in het Legioen van Eer op 14 juli 1913, als eerste vrouwelijke musicienne.

## Oeuvre

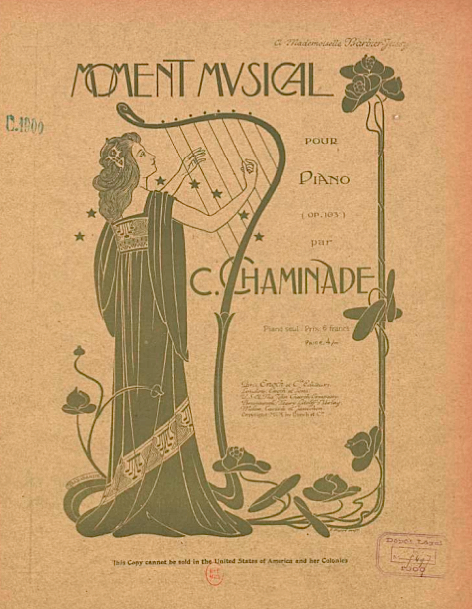
Titelpagina van Moment musical, op. 103

Chaminades oeuvre is omvangrijk. Ze schreef vooral karakterstukken voor piano, en salonliederen, die vrijwel allemaal werden uitgegeven. Enkele noemenswaardige stukken zijn een Suite voor orkest (1881), een opéra-comique La Sévillane, op. 10 (1882), 2 pianotrio's, een concertino voor piano en orkest, balletmuziek bij Callirhoé en andere orkestwerken. Het Concertino voor fluit en orkest, opus 107 dat ze schreef in opdracht van het Parijse conservatorium voor het fluitconcours van 1902 was haar laatste compositie voor orkest.
Haar composities voor piano omvatten zo'n 200 stukken in romantische stijl, met ander andere een Sonate in c mineur voor piano, opus 21; de Étude symphonique, opus 28; 6 Études de concert, opus 35 (Scherzo, Automne, Impromptu...); Les Sylvains, opus 60; Arabesque, opus 61; 5 Romances sans paroles, opus 76 (Méditation, Idylle...); Étude mélodique, opus 118; Pêcheurs de nuit, opus 127 (nr. 4 van de Poèmes provençaux); Romance, opus 137; Au pays dévasté, opus 155; Nocturne, opus 165, etc. Ze componeerde ook ongeveer 150 mélodies in salonstijl. Haar liederen, zoals L'anneau d’argent (1891) en Ritournelle (1896) waren favorieten.
Chaminades composities raakten grotendeels in vergetelheid tijdens de tweede helft van de 20e eeuw. Enkele van haar liederen werden opgenomen door Anne Sofie von Otter. Haar twee populairste en meest gespeelde composities zijn zonder twijfel het Concertino voor fluit en orkest in D majeur, op. 107 en de tweede concertetude voor piano Automne uit "Six Études de Concert", Op. 35.

### Werken met opusnummer
- Op. 1, Etude in As majeur en 2 Mazurka's voor piano
- Op. 2, Presto voor piano
- Op. 3, Scherzo-étude
- Op. 4, Caprice-étude
- Op. 5, Menuet
- Op. 6, Berceuse
- Op. 7, Barcarolle
- Op. 8, Chaconne (1879)
- Op. 9, 2 stukken voor piano: 1 Pièce romantique; 2 Gavotte (1879)
- Op. 10, Scherzando
- Op. 11, Pianotrio nr. 1 in G mineur (1881)
- Op. 12, Pastorale enfantine (1881)
- Op. 13, Les Noces d'Argent, Petite Fantaisie voor piano (1881)
- Op. 18, Capricci voor viool en piano (1881)
- Op. 19, La Sévillane, comische opera
- Op. 20, Suite voor orkest (1881)
- Op. 20, Intermezzo in As majeur (Uit Suite voor orkest) (1881)
- Op. 21, Sonate voor piano in C mineur (1881)
- Op. 22, Orientale
- Op. 23, Minuetto (1881)
- Op. 24, Libellules (1881)
- Op. 25, 2 Pianostukken
- Op. 26, Symphonie Dramatique 'Les Amazones'  (eerste publicatie. 1888)
- Op. 27, Deux morceaux: 1 Duetto; 2 Zingara
- Op. 28, Étude symphonique voor piano (1883)
- Op. 29, Sérénade (1884)
- Op. 30, Air de ballet (1884)
- Op. 31, 3 Morceaux voor viool en piano (ca. 1885)
- Op. 32, Guitare (1885)
- Op. 33, Valse caprice (1885)
- Op. 34, Pianotrio nr. 2 (1887)
- Op. 35, 6 études de concert: 1 Scherzo; 2 Automne; 3 Fileuse; 4 Appasionato 5 Impromptu; 6 Tarantelle (1886)
- Op. 36, 2 pièces: 2 pas des cymbales (1887)
- Op. 37, 5 Airs de Ballet: 1 danse oriental; 2 Pas des amphores; 3 Pas des écharpes; 4 Callirhöe; 5 Danse pastorale (1888)
- Op. 38, Marine (1887)
- Op. 39, Toccata (1887)
- Op. 40, Concertstück voor piano en orkest
- Op. 41, Air de ballet. pierrette (1889)
- Op. 42, Les Willis, caprice (1889)
- Op. 43, Gigue (1889)
- Op. 44, Les Feux de la St. Jean voor koor, soli en piano
- Op. 45, Sous L'Aile Blanche des Voiles voor koor, soli en piano
- Op. 46, Pardon Breton voor koor, soli en piano
- Op. 47, Noce Hongroise voor koor, soli en piano
- Op. 48, Noel des Marins voor koor, soli en piano
- Op. 49, Les Filles d'Arles voor koor, soli en piano
- Op. 50, La lisonjera (1890)
- Op. 51, La livry, air de ballet (1890?)
- Op. 52, Capriccio appassionato (1890)
- Op. 53, Arlequine (1890)

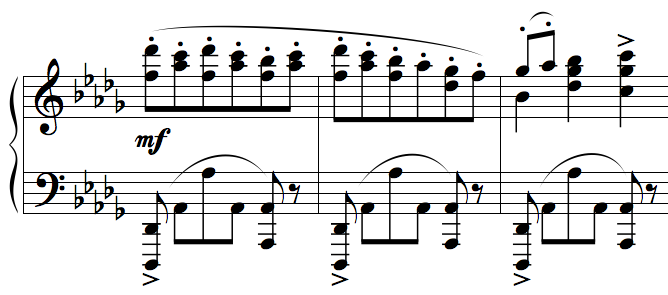
Lolita (Caprice espagnole), Op. 54

- Op. 54, Caprice espagnole. Lolita (1890)
- Op. 55, 6 pièces romantiques: 6 rigaudons (1890)
- Op. 56, Scaramouche (1890)
- Op. 57, Havanaise (1891)
- Op. 58, Mazurk-Suédoise (1891)
- Op. 59, Andante et Scherzettino de Callirhoë voor 2 piano's, quatre-mains (ca. 1891)
- Op. 60, Les sylvains (1892)
- Op. 61, Arabesque (1892)
- Op. 62, Barcarolle voor 2 stemmen en piano (1892)
- Op. 63, Les Fiancés voor 2 stemmen en piano (1892)
- Op. 64, L'Angélus voor 2 stemmen en piano (1892)
- Op. 65, Marthe et Marie voor 2 stemmen en piano (1892)
- Op. 66, Studio (1892)
- Op. 67, Caprice espagnole. la morena (1892)
- Op. 68, Duo d'Etoiles voor 2 stemmen en piano
- Op. 69, A Travers Bois voor 2 stemmen en piano
- Op. 70, Le Pêcheur et l'Ondine voor 2 stemmen en piano
- Op. 71, Nocturne Pyrénéen voor 2 stemmen en piano
- Op. 73, Valse carnavalesque (1894)
- Op. 74, Pièce dans le style ancien (1893)
- Op. 75, Danse ancienne (1893)
- Op. 76, 6 romances sans paroles: 1 souvenance; 2 élévation; 3 idylle; 4 eglogue; 5 chanson brétonne; 6 méditation (1894)
- Op. 77, Deuxieme valse (1895)
- Op. 78, Prelude (1895)
- Op. 79, 2 stukken voor orkest
- Op. 80, Troisieme valse brillante (1898)
- Op. 81, Terpsichore, sexieme air de ballet (1896)
- Op. 82, Chanson napolitaine (1896)
- Op. 83, Ritournelle (1896)
- Op. 84, Trois prèludes melodiques (1896)
- Op. 85, Vert-Galant (1896)
- Op. 86, Romances sans paroles: 1 souvenance; 2 élévation
- Op. 87, 6 pièces humoristiques: 1 Reveil; 2 sous bois; 3 inquiétude; 4 autrefois; 5 consolation; 6 norwegienne (1897)
- Op. 88, Rimembranza (1898)
- Op. 89, Thème varié (1898)
- Op. 90, Legende (1898)
- Op. 91, Valse nr. 4 (1898)
- Op. 92, Deuxieme arabesque (1898)
- Op. 93, Valse humoristique (1906)
- Op. 94, Havanaise nr. 2, danse créole (1898)
- Op. 95, Trois dances anciennes: 1 passepied; 2 pavane; 3 courante (1899)
- Op. 96, Chant du Nord voor viool en piano (1899)
- Op. 97, Rondeaux voor viool en piano (1899)
- Op. 98, 6 feuillets d’album: 1 promenade; 2 scherzetto; 3 élégie; 4 valse arabesque 5 chanson russe; 6 rondo allègre (1900)
- Op. 99, 6 Poèmes evangéliques voor koor en piano (1900)
- Op. 100, Aux Dieux sylvains voor koor (1900)
- Op. 101, L'ondine (1900)
- Op. 102, Joie d'Aimer voor mezzo-sopraan en piano (1900)
- Op. 103, Moment musical (1900)
- Op. 104, Tristesse (1901)
- Op. 105, Divertissement (1901)
- Op. 106, Expansion (1901)
- Op. 107, Concertino voor fluit en orkest in D majeur (1902)
- Op. 108, Agitato (1902)
- Op. 109, Cinquième valse (1903)
- Op. 110, Novelette (1902)
- Op. 111, Souvenir lointains (1911)
- Op. 112, Sixième valse, valse-ballet (1904)
- Op. 113, Caprice humoristique (1904)
- Op. 114, Pastorale (1904)
- Op. 115, Waltz nr. 7 - valse romantique (1905)
- Op. 116, Sous le masque (1905)
- Op. 117, Duo Symphonique for 2 pianos
- Op. 118, Étude mélodique (1906)
- Op. 119, Valse tendre (1906)
- Op. 120, Variations sur un thème original (1906)
- Op. 121, Gavotte voor piano (1906)
- Op. 122, 3 contes blues (1906)
- Op. 123, Album d’enfants: 2 intermezzo. pas de sylphes; 4 rondeau; 5 gavotte; 9 orientale; 10 tarantelle (1906)
- Op. 124, Étude pathétique (1906)
- Op. 125, Sommeil d'enfant; transcriptie voor cello met pianobegeleiding (1907)
- Op. 126, Album d’enfants: 1 idylle; 2 aubade; 3 rigaudon; 4 Églogue; 5 ballade; 6 scherzo-valse; 7 élégie; 8 novelette 9 patrouille; 10 villanelle; 11 conte de fées; 12 valse mignonne (1907)
- Op. 127, 4 poèmes provençales: 2 solitude; 3 le passé; 4 pêcheurs de nuit (1908)
- Op. 128, Pastel voor piano
- Op. 129, Menuet galant voor piano
- Op. 130, Passacaille (1909)
- Op. 131, Marche américaine voor piano (1909)
- Op. 132, Etude romantique voor piano (1909)
- Op. 133, Ronde du Crépuscule voor koor (1909)
- Op. 134, La retour (1909)
- Op. 135, La Barque d'Amour voor piano
- Op. 136, Capricietto voor piano
- Op. 137, Romance (1910)
- Op. 138, Étude humoristique voor piano (1910)
- Op. 139, Étude scholastique (1910)
- Op. 140, Aubade voor piano
- Op. 141, Suédoise voor piano
- Op. 142, Serénade aux étoiles voor fluit en piano
- Op. 143, Cortège (1911)
- Op. 144, Gavotte voor piano
- Op. 145, Scherzo voor piano
- Op. 146, Feuilles d'Automne voor piano
- Op. 147, Les Bohémiens voor piano
- Op. 148, Scherzo-valse (1913)
- Op. 149, Gavotte voor piano
- Op. 150, Sérénade espagnole (1925)
- Op. 151, Écossaise voor piano
- Op. 152, Interlude voor piano
- Op. 153, Caprice Impromptu voor piano
- Op. 154, Sérènade vénitienne voor piano
- Op. 155, Au pays dévasté (1919)
- Op. 156, Berceuse du Petit Soldat Blessé voor piano (1919)
- Op. 157, Chanson d'Orient voor piano (1919)
- Op. 158, Danse païenne (1919)
- Op. 159, Les Elfes des Bois voor stem en piano
- Op. 160, Les Sirènes voor chorus, soli en orkest
- Op. 161, Chanson Nègre voor piano (ca. 1921)
- Op. 162, Gavotte voor piano
- Op. 163, Romanesca voor piano
- Op. 164, Air à danser (1923)
- Op. 165, Nocturne (1925)
- Op. 166, Berceuse arabe voor piano
- Op. 167, Messe pour deux voix égales voor stemmen en orgel (1927)
- Op. 168, Danse l'Aeéne voor piano
- Op. 169, Valse d'Automne voor piano
- Op. 170, Air Italien voor piano
- Op. 171, La Nef Sacrée voor orgel

### Werken zonder opusnummer
- Les rêves (1876)
- Te souviens-tu? (1878)
- Auprès de ma mie (1888)
- Voisinage (1888)
- Nice-la-belle (1889)
- Rosemonde (1890)
- L'anneau d’argent (1891)
- Plaintes d’amour (1891)
- Viens, mon bien-aimé! (1892)
- L'Amour captif (1893)
- Ma première lettre (1893)
- Malgré nous! (1893)
- Si j’étais jardinier (1893)
- L'Été (1894)
- Mignonne (1894)
- Sombrero (1894)
- Villanelle (1894)
- Espoir (1895)
- Ronde d’amour (1895)
- Chanson triste (1898)
- Mots d’amour (1898)
- Alleluia (1901)
- Écrin! (1902)
- Bonne humeur! (1903)
- Menuet (1904)
- La lune paresseuse (1905)
- Je voudrais (1912)

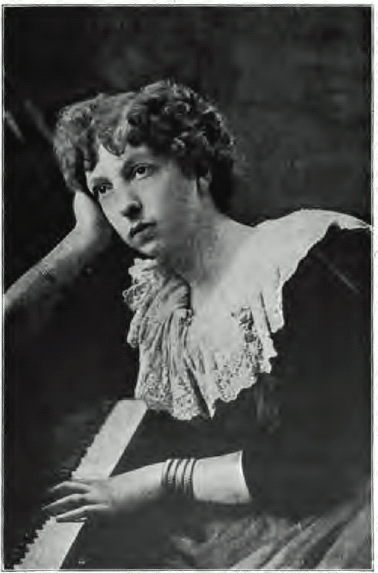
Chaminade aan de piano, omstreeks 1900

- Attente. au pays de provence (1914)

## Opnames
- Diverse fluitisten hebben het Concertino Op. 107 opgenomen, waaronder James Galway
- Cécile Chaminade heeft meerdere pianorollen opgenomen. Drie daarvan zijn hier te horen.
- Anne Sofie von Otter - Mots d'amour met Bengt Forsberg, piano, 2001, Deutsche Grammophon
- Concertstück voor piano en orkest, opus 40, CD VoxBox CDX 5110 - French Piano Concertos, 1980
- vrouwenkoor "Ligérianes" - 16 niet eerder opgenomen liederen (waaronder de Poèmes évangéliques) voor vrouwenkoor en piano, Léa Ravaud, piano, 2011.
- Rosario Marciano, piano - Concertstück voor piano en orkest, Op. 40
- Philippe Jarousskym, countertenor - werk van Chaminade samen met werk van andere Franse componisten, CD Opium – Mélodies françaises
- Marie Novello, piano - 4eme Valse (W 3768); Air de Ballet (W 2340); Pas des Amphores (W 3768) (78-toerenopnames)
- Pierre-Aurèle Asselin - À l'inconnue en Madrigal voor tenor en orkest (Columbia E3203); Tu me dirais voor tenor en orkest, (Columbia E3213); Madrigal voor tenor en orkest, (Edison Blue Amberol 27183)
- Maurice Cole, piano - Danse Creole/Pierrette, ACO, G15331
- Rembrandt Trio: Trio's van Chaminade, Saint-Saëns en Ravel, Dorian Recordings DOR-90187 1993
- Olga Kopylova: Miniatures, verschillende pianowerken, Azul music

- Bibsys: 90375601
- Biblioteca Nacional de España: XX1469912
- Bibliothèque nationale de France: cb147860408 (data)
- Catàleg d'autoritats de noms i títols de Catalunya: 981060557349806706
- CiNii: DA08179155
- Gemeinsame Normdatei: 118870912
- International Standard Name Identifier: 0000 0000 8157 1446
- Library of Congress Control Number: n81076989
- Nationale Bibliotheek van Letland: 000039266
- Base Léonore: 19800035/136/17159
- MusicBrainz: 3c10ff66-b763-411c-b4de-65c2cf710938
- Bibliotheek van het Japanse parlement: 001109565
- Nationale Bibliotheek van Tsjechië: js20020225012
- Nationale bibliotheek van Australië: 35558515
- Nationale Bibliotheek van Israël: 987007259691705171
- Nationale Bibliotheek van Polen: a0000002139813
- Nationale en Universitaire bibliotheek Zagreb: 000665113
- Nederlandse Thesaurus van Auteursnamen: 07457017X
- Istituto Centrale per il Catalogo Unico: CUBV039319
- LIBRIS: 278243
- SNAC: w6pz5cbm
- Système universitaire de documentation: 086867431
- Trove: 995497
- Virtual International Authority File: 76579842
- WorldCat: E39PBJf49TCJDtJ8qQb3PfGPwC